# (732) Tjilaki
(732) Tjilaki ist ein Asteroid des Hauptgürtels, der am 15. April 1912 vom deutschen Astronomen Adam Massinger in Heidelberg entdeckt wurde. 
Der Asteroid ist benannt nach dem Fluss Tjilaki nahe der indonesischen Stadt Malabar.